# Provincia Autonomă Bolzano
Provincia Autonomă Bolzano (în italiană Provincia autonoma di Bolzano, în germană Autonome Provinz Bozen, în ladină: Provinzia autonòma de Balsan) este una din cele 2 provincii ale regiunii autonome Trentino-Tirolul de Sud din Italia.
Ca urmare a Primului Război Mondial o parte relevantă a regiunii Tirol din Austria a fost ocupată de Italia și apoi și anexată. Pentru a amesteca populația, au fost alipite Tirolului de Sud și zone din jurul orașului Trento, zone care formează Trentino, cu vorbitori de italiană. Nordul văilor din jurul orașului Bolzano (în germană Bozen) au rămas preponderent germane și ladine (în prezent a treia limbă oficială a Tirolului de Sud după germană și italiană este ladina).
După răspândirea fascismului în 1922 a avut loc o politică brutală de înlăturare a elementului german. Tuturor locurilor, chiar și celor mai neînsemnate, li s-au dat nume italiene, și chiar nume de familie au fost traduse.
În baza Tratatului Gruber-De Gasperi, învingătorii din cel de-al Doilea Război Mondial au decis să dea Tirolul de Sud Italiei, dar în același timp s-au garantat drepturi speciale populației vorbitoare de limbă germană. 
Astăzi Tirolul de Sud (Provincia Bozen-Bolzano) se bucură de un mare grad de autonomie, și relațiile cu Tirolul de Nord și de Est - cele două porțiuni ale bătrânului stat reținute de Austria - sunt intense, în special de când Austria a aderat la Uniunea Europeană.

## Personalități din provincie
În ordine cronologică:
- Walther von der Vogelweide (cca. 1170 – cca. 1230), poet si trubadur
- Oswald von Wolkenstein (cca. 1377-1445), cavaler, cântăreț, poet, compozitor şi politician
- Andreas Hofer (1767-1810), luptător contra ocupației bavarezo-napoleoniene
- Luis Trenker (1892 – 12 April 1990), cineast şi sportiv
- Sepp Kerschbaumer (1913–1964), secesionist antiitalian
- Georg Klotz, secesionist antiitalian
- Reinhold Messner (n. 1944), alpinist

## Castele
- Bruneck (castel)
- Ehrenburg
- Hocheppan
- Juval
- Laimburg
- Maretsch
- Marienberg
- Muri Gries
- Neustift
- Rafenstein
- Reifenstein
- Ried
- Runkelstein
- Sigmundskron
- Sprechenstein
- Tirol (castel)
- Wehrburg
- Wolkenstein

## Munți
- Schlern (2563 m)
- Rosengarten

## Subdiviziuni
Tirolul de Sud este divizat în mai multe regiuni administrative/comune (Gemeinden/comuni): 
| Numele german - numele italian: | | |
| - Abtei - Badia - Ahrntal - Valle Aurina - Aldein - Aldino - Algund - Lagundo - Altrei - Anterivo - Andrian - Andriano - Auer - Ora - Barbian - Barbiano - Bozen - Bolzano - Branzoll - Bronzolo - Brenner - Brennero - Brixen - Bressanone - Bruneck - Brunico - Burgstall - Postal - Corvara - Corvara in Badia - Deutschnofen - Nova Ponente - Enneberg - Marebbe - Eppan a.d.W. - Appiano s.S.d.V. - Feldthurns - Velturno - Franzensfeste - Fortezza - Freienfeld - Campo di Trens - Gais - Gais - Gargazon - Gargazzone - Glurns - Glorenza - Graun - Curon - Gsies - Valle di Casies - Hafling - Avelengo - Innichen - San Candido - Jenesien - San Genesio - Kaltern - Caldaro - Karneid - Cornedo all'Isarco - Kastelbell - Tschars - Castelbello - Ciardes - Kastelruth - Castelrotto - Kiens - Chienes - Klausen - Chiusa - Kuens - Caines - Kurtatsch a.d.W. - Cortaccia s.S.d.V. - Kurtinig a.d.W. - Cortina s.S.d.V. - Laas - Lasa - Lajen - Laion - Lana - Lana - Latsch - Laces - Laurein - Lauregno - Leifers - Laives | - Lüsen - Luson - Mals - Malles Venosta - Margreid a.d.W. - Magrè s.S.d.V. - Marling - Marlengo - Martell - Martello - Meran - Merano - Mölten - Meltina - Montan - Montagna - Moos - Moso in Passiria - Mühlbach - Rio di Pusteria - Mühlwald - Selva dei Molini - Nals - Nalles - Naturns - Naturno - Natz - Schabs - Naz - Sciaves - Neumarkt - Egna - Niederdorf - Villa Bassa - Olang - Valdaora - Partschins - Parcines - Percha - Perca - Pfalzen - Falzes - Pfatten - Vadena - Pfitsch - Val di Vizze - Plaus - Plaus - Prad am Stilfserjoch - Prato allo Stelvio - Prags - Braies - Prettau - Predoi - Proveis - Proves - Rasen - Antholz - Rasun - Anterselva - Ratschings - Racines - Riffian - Rifiano - Ritten - Renon - Rodeneck - Rodengo - Salurn - Salorno - Sand in Taufers - Campo Tures - St. Christina in Gröden - S. Cristina Val Gardena - St. Leonhard in Passeier - S. Leonardo in Passiria - St. Lorenzen - S. Lorenzo di Sebato - St. Martin in Passeier - S. Martino in Passiria - St. Martin in Thurn - S. Martino in Badia - St. Pankraz - San Pancrazio | - St. Ulrich in Gröden - Ortisei - Sarntal - Sarentino - Schenna - Scena - Schlanders - Silandro - Schluderns - Sluderno - Schnals - Senales - Sexten - Sesto - Sterzing - Vipiteno - Stilfs - Stelvio - Taufers im Münstertal - Tubre - Terenten - Terento - Terlan - Terlano - Tiers - Tires - Tirol - Tirolo - Tisens - Tesimo - Toblach - Dobbiaco - Tramin a.d.W. - Termeno s.S.d.V. - Truden - Trodena - Tscherms - Cermes - Ulten - Ultimo - U. l. Frau - St. Felix - Senale - San Felice - Vahrn - Varna - Villanders - Villandro - Villnöss - Funes - Vintl - Vandoies - Völs - Fiè allo Sciliar - Vöran - Verano - Waidbruck - Ponte Gardena - Welsberg - Monguelfo - Welschnofen - Nova Levante - Wengen, Tirolul de Sud - La Valle - Wolkenstein - Selva di Val Gardena |